# 2364 Сельєр
2364 Сельєр (2364 Seillier) — астероїд головного поясу, відкритий 14 квітня 1978 року.
Тіссеранів параметр щодо Юпітера — 3,159.